# Иоанна
Ива́нна — женское русское личное имя. Православная (церковнославянская) форма имени — Иоа́нна; образовалось как парное к мужскому имени Иван (Иоанн), которое имеет древнееврейское происхождение.
Имя Иоанна в христианском именослове соотносится с Иоанной Мироносицей, упоминаемой в Евангелии от Луки. Иоанна, согласно преданию, — одна из жен-мироносиц, пришедших ко Гробу Господню после его Воскресения.

## Именины
Православные именины (дата приводится по григорианскому календарю):
- 16 марта, 10 июля

Католические именины:
- 16 января — Иоанна (Джованна) из Баньо;
- 2 февраля — Иоанна (Жанна) де Лестонак;
- 4 февраля — Жанна Французская;
- 31 марта — Иоанна (Жанна) Тулузская;
- 28 апреля — Джанна Беретта-Молла;
- 12 мая — Жуана Португальская;
- 24 мая — Иоанна Мироносица;
- 30 мая — Жанна д'Арк (ок. 1412—1431) — католическая святая, героиня Столетней войны;
- 26 июня — Иоанна (Жанна) Жерар;
- 9 июля — Джованна Скопелли;
- 23 июля — Иоанна (Джованна) из Орвьето;
- 17 августа — Иоанна (Жанна) Креста Делану;
- 24 августа — Иоанна (Жанна) Антида Туре;
- 29 августа — Жанна Жюган;
- 1 сентября — Иоанна (Джованна) Содерини;
- 17 ноября — Иоанна (Джованна) из Сеньи.